# Nadine Müller

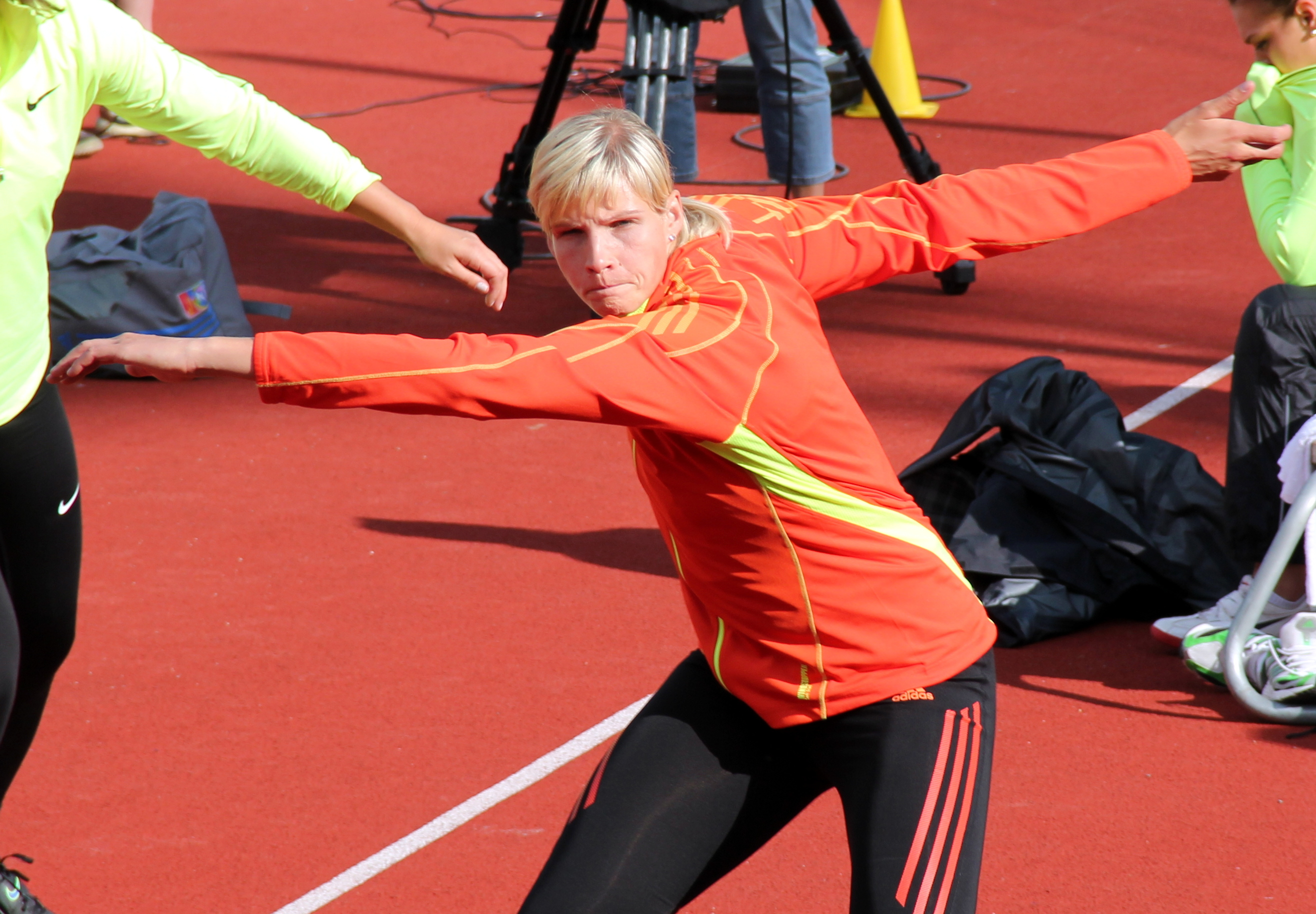
Müller tijdens de Bislett Games 2012

Nadine Müller (Leipzig, 21 november 1985) is een Duitse atlete, die gespecialiseerd is in het discuswerpen. Ze werd meervoudig Duits kampioene in deze discipline. Ook nam ze tweemaal deel aan de Olympische Spelen, maar won hierbij geen medailles.

## Carrière
Bij haar internationale debuut, op de wereldkampioenschappen van 2007 in Osaka, strandde Müller in de kwalificaties. Twee jaar later, op de WK in Berlijn, eindigde ze op de zesde plaats. Tijdens de Europese kampioenschappen van 2010 in Barcelona eindigde Müller als achtste. In Daegu nam ze deel aan de WK van 2011; op dit toernooi veroverde ze achter Li Yanfeng de zilveren medaille bij het discuswerpen.
Op de EK van 2012 in Helsinki veroverde ze achter Sandra Perković de zilveren medaille. Later dat jaar moest ze bij de Olympische Spelen in Londen genoegen nemen met een vijfde plaats. Vier jaar later bij de Olympische Spelen van 2016 in Rio de Janeiro eindigde ze op een zesde plaats.

## Titels
- Duits kampioene discuswerpen - 2009, 2010, 2011, 2012, 2013

## Persoonlijk record
| Onderdeel    | Afstand | Datum         | Plaats |
| ------------ | ------- | ------------- | ------ |
| discuswerpen | 68,89 m | 18 maart 2012 | Bar    |

## Palmares

### discuswerpen
Kampioenschappen
- 2003:  EJK - 53,44 m
- 2004:  WJK - 57,13 m
- 2007:  Europese Wintercup - 60,35 m
- 2007: 11e in kwal. WK - 55,98 m
- 2009: 4e EK team - 59,53 m
- 2009: 6e WK - 62,04 m
- 2010: 8e EK - 57,78 m
- 2011:  WK - 65,97 m
- 2012:  Europese Wintercup - 68,89 m
- 2012:  EK - 65,41 m
- 2012: 5e OS - 65,94 m
- 2013:  Europese Wintercup - 66,69 m
- 2015:  WK - 65,53 m
- 2016: 4e EK - 62,63 m
- 2016: 6e OS - 63,13 m
- 2017: 6e WK - 64,13 m

Diamond League dagzeges
- 2010: Bislett Games - 63,93 m
- 2011: Aviva Birmingham Grand Prix - 65,75 m
- 2011: Herculis - 65,90 m